# Atheist (band)

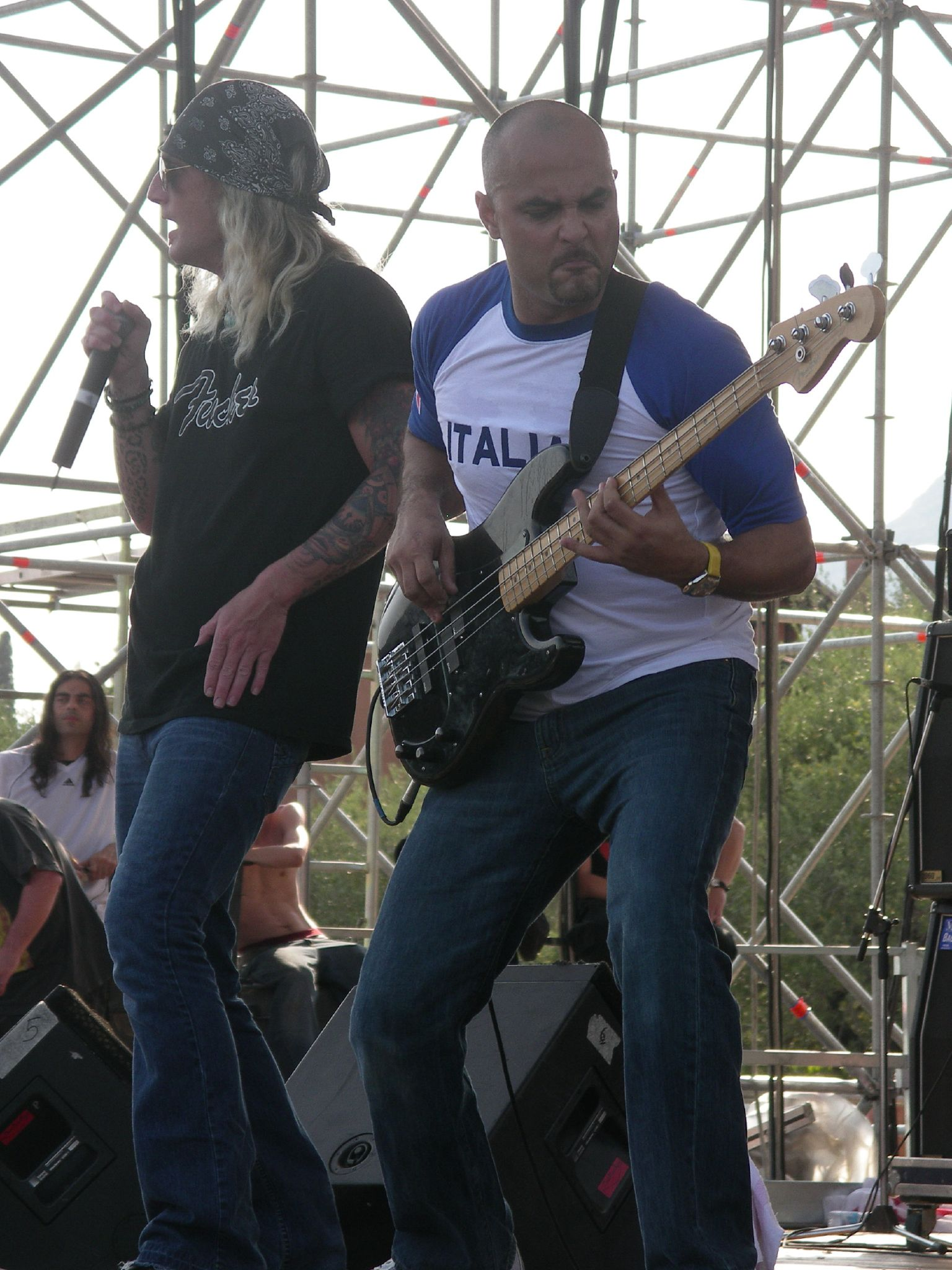
Kelly Shaefer en Tony Choy tijdens een concert op het Evolution Festival op 16 juli 2006

Atheist is een Amerikaanse deathmetalband, actief tussen 1984 en 1992, in 1993 en opnieuw sinds 2006. De band staat bekend als pionier voor technische deathmetal. Ze voegt ook geregeld thrashmetal, jazz- en progressieve elementen toe aan haar muziek.

## Geschiedenis
De band werd opgericht in 1984 in Florida, Verenigde Staten, onder de naam Oblivion en later R.A.V.A.G.E. (Raging Atheists Vowing A Gory End). Ze namen hun eerste album, Piece of time, op in 1988, maar het werd pas uitgegeven in 1989 in Europa en in 1990 in de Verenigde Staten. In 1991 kwam bassist Roger Patterson om bij een auto-ongeluk, waarna Tony Choy zijn plaats innam en mee het tweede album, Unquestionable Presence, opnam. In 1992 splitste Atheist voor de eerste keer, om in 1993 opnieuw samen te komen, het derde album, Elements, op te nemen en hun contractuele verplichtingen verder na te komen alvorens, in 1993 nog, voor de tweede keer te splitsen.
Zeven jaar na hun tweede stop besliste Kelly Shaefer dat het tijd werd om de wereld opnieuw van Atheist te laten horen en hun drie albums heruit te geven.
Shaefer speelde tot 2002 ook nog in Neurotica, terwijl Choy nog in verschillende andere bands, zoals Cynic en Pestilence, speelde.
Relapse Records gaf in 2005 uiteindelijk de drie albums van de band heruit, alsook een vinyl box ervan plus de R.A.V.A.G.E. demo On they slay. Voormalig drummer Steve Flynn was ondertussen in een nieuw opgestart project gestapt, namelijk de band Gnostic.
In 2006 trad Atheist voor het eerst sinds 1993 weer live op.

## Bezetting
- Kelly Shaefer - zanger (1988-1994, 2006-heden), gitarist (1988-1994)
- Jason Holloway - gitarist (2011- heden)
- Chris Martin - gitarist (2012-heden
- Tony Choy - bassist (1991, 1993, 2000-2010, 2012-heden) (ex-Cynic, ex-Pestilence)
- Steve Flynn - drummer (1988-1991, 2006-heden)

### Voormalige bandleden
- Mark Sczawtsberg - gitarist (1986 - 1987)
- Frank Emmi - gitarist (1993)
- Darren McFarland - bassist (1991 - 1992)
- Roger Patterson - bassist (1985 - 1991) (overleden in 1991 bij een auto-ongeluk)
- Kyle Sokol - bassist (1993)
- Steve Flynn - drummer (1984 - 1991)
- Marcel Dissantos - drummer (1993)
- Josh Greenbaum - drummer (1993)
- Lee Harrison - gitarist (1990) (tevens ex Monstrosity, Terrorizer, Malevolent Creation, Obituary)
- Mickey "Woremochine" Hayes - drummer (1993)
- Sonny Carson - gitarist (2006-2009)
- Rand Burkey - gitarist (1988-1992, 1993-1994)
- Jonathan Thompson - gitarist (2006-2011), bassist (2010)
- Chris Baker - gitarist (2006-2012)

### Live bandleden
- Travis Morgan  - bassist (periode onbekend)
- Marcel DeSantos - drummer (exacte periode onbekend), (ex-Deceased)
- Darren McFarland - bassist (1992-?)

## Discografie

### Albums
- Piece of time (1989)
- Unquestionable presence (1991)
- Elements (1993)
- Jupiter' (2010)

### Livealbums
- Unquestionable presence: Live at Wacken (2009)